# Cape Town Pride

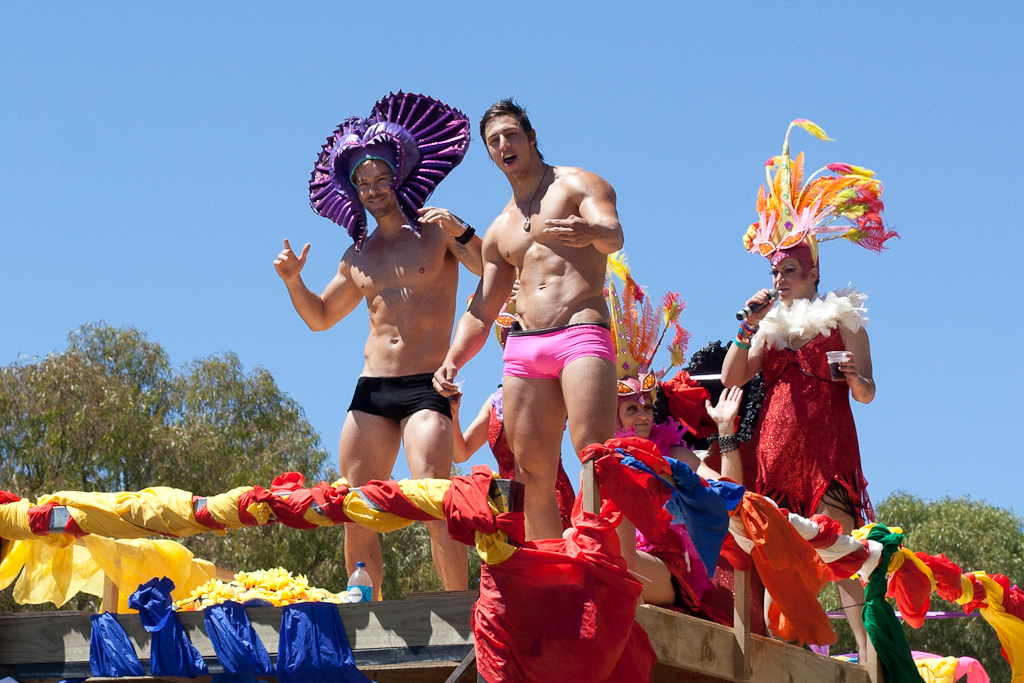
Cape Town Pride 2014.

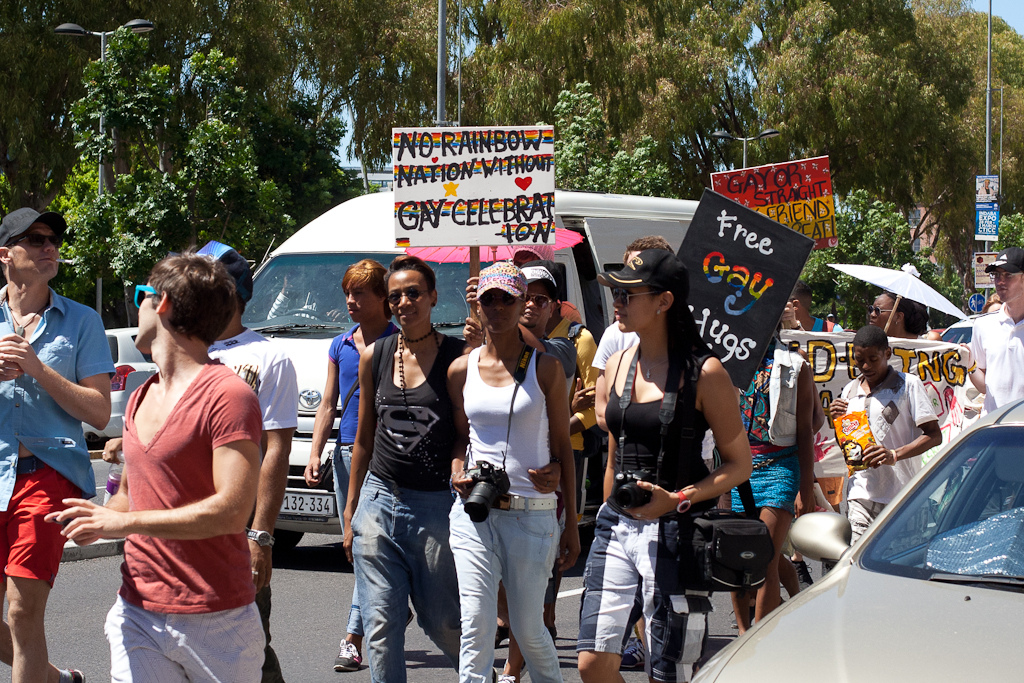
Cape Town Pride 2014.

Cape Town Pride est un événement annuel de la communauté LGBT, se terminant par une Marche des fiertés organisé au Cap, en Afrique du Sud. Il se déroule généralement vers la fin du mois de février et se présente sous forme d'une semaine de festivals, fêtes et autres événements. 
La première marche des fiertés sud-africaine a eu lieu à Johannesbourg le 13 octobre 1990, le premier événement du genre sur le continent africain. La première parade au Cap a eu lieu en 1993. Il s’agit d’un événement annuel, malgré quelques interruptions,.
Après une période d'inactivité, l'organisation du défilé a repris en 2001 avec une manifestation d'une semaine au Cape Town Pride, du 10 au 17 décembre. L’événement de 2001 a été accueilli par une protestation organisée par des organisations pro-vie locales à l’extérieur de l’église du Sacré-Cœur à Somerset Road, où se tenait un service interconfessionnel « Dignité et diversité » de la Gay Pride. 
Le Cape Town Pride n’a pas eu lieu en 2003, mais l’événement a été depuis déplacé en février. 
En 2006, l'événement a adopté le thème "Unir les cultures du Cap", en 2007 "Le carnaval de l'amour", en 2009 "Pink Ubuntu - Unir les cultures du Cap" et en 2011 "Love Our Diversity".

## Voir également
- Liste des événements LGBT en Afrique du Sud ,
- Funeka Soldaat, lesbienne militante d'Afrique du Sud.